# Vladimír Vůjtek
Pour l'entraîneur de hockey, voir Vladimír Vůjtek (1947).
Vladimír Vůjtek (né le 17 février 1972 à Ostrava en Tchécoslovaquie aujourd'hui ville de République tchèque) est un joueur professionnel de hockey sur glace. Il est le fils de l'entraîneur Vladimír Vůjtek.

## Carrière en club
Il commence sa carrière professionnelle en 1988 en jouant dans le championnat de première division de son pays avec l'équipe du HC Vítkovice, nouvelle équipe de la première division. Après trois saisons, il rejoint au cours de la saison 1990-91, l'Amérique du Nord et l'équipe junior de la Western Hockey League des Americans de Tri-City.
Au cours de l'été, il participe au repêchage d'entrée dans la Ligue nationale de hockey et est choisi par les Canadiens de Montréal en tant que 73e choix (4e ronde). Il continue tout de même à jouer dans la WHL. Avant la fin de la saison, il joue deux matchs de la saison des Canadiens. Dans la WHL, il totalise 102 points et 144 minutes de pénalités.
Au cours de l'intersaison, il rejoint les Oilers d'Edmonton avec qui il va jouer pendant deux saisons complète avant de retourner au début de la saison 1994-1995 dans son pays natal pour le club de Vítkovice qui fait alors partie de la nouvelle Extraliga tchèque. Il finit la saison en Amérique du Nord mais joue alors dans la Ligue américaine de hockey pour les Oilers du Cap-Breton et préfère jouer la saison suivante pour Vítkovice.
En 1996-1997, il tente une nouvelle expérience en rejoignant la SM-liiga, première division finlandaise et le club d'Ässät Pori. Lors de cette saison, il reçoit le Ilta-Sanomat du meilleur joueur de la saison. Le Lightning de Tampa Bay est sa prochaine équipe pour la saison 1997-1998 mais encore une fois, la saison suivante, il la passe avec Vítkovice.
En 1999, il tente une nouvelle expérience dans la LNH en jouant pour les Thrashers d'Atlanta mais finalement après trois matchs, il rejoint l'Extraliga mais change d'équipe. Il signe alors pour le HC Sparta Prague et remporte le titre de champion en 2000. Il joue deux saisons dans la capitale praguoise puis enchaîne sur une saison en Finlande pour l'équipe du HPK Hämeenlinna.
En 2002-2003, il commence par un court passage avec les Penguins de Pittsburgh de ses compatriotes Martin Straka et Josef Melichar puis quelques matchs avec Vítkovice avant de finir la saison dans un nouveau championnat pour lui, la Superliga. Il signe alors avec le club russe du Severstal Tcherepovets, repart la saison suivante pour un peu de temps en Finlande avec Hämeenlinna puis finit cette même saison en Superliga avec Khimik Voskressensk.
Avant de s'exiler en Suisse et de jouer dans la Ligue nationale A, il joue la saison 2004-2005 avec Vítkovice. Ainsi, il signe en 2005 pour le club de ZSC Lions pour quatre matchs puis pour Forward Morges HC dans la Ligue nationale B. Il finit tout de même la saison au sein de son équipe de toujours, le HC Vítkovice. La saison suivante, il signe pour le club de l'Extraliga de l'HC Oceláři Třinec. Finalement en juillet 2007, il met un terme à sa carrière.

## Statistiques
| Saison             | Équipe                    | Ligue              |     | Saison régulière | Saison régulière | Saison régulière | Saison régulière | Saison régulière |    | Séries éliminatoires | Séries éliminatoires | Séries éliminatoires | Séries éliminatoires | Séries éliminatoires |
| Saison             | Équipe                    | Ligue              | PJ  | B                | A                | Pts              | Pun              | PJ               | B  | A                    | Pts                  | Pun                  |                      |                      |
| 1988-1989          | HC Vítkovice              | 1.liga tch.        | 3   | 0                | 1                | 1                | 0                |                  |    |                      |                      |                      |                      |                      |
| 1989-1990          | HC Vítkovice              | 1.liga tch.        | 29  | 7                | 7                | 14               |                  |                  |    |                      |                      |                      |                      |                      |
| 1990-1991          | HC Vítkovice              | 1.liga tch.        | 26  | 7                | 4                | 11               |                  |                  |    |                      |                      |                      |                      |                      |
| 1990-1991          | Americans de Tri-City     | WHL                | 37  | 26               | 18               | 44               | 25               | 7                | 2  | 3                    | 5                    | 4                    |                      |                      |
| 1991-1992          | Americans de Tri-City     | WHL                | 53  | 41               | 61               | 102              | 114              |                  |    |                      |                      |                      |                      |                      |
| 1991-1992          | Canadiens de Montréal     | LNH                | 2   | 0                | 0                | 0                | 0                |                  |    |                      |                      |                      |                      |                      |
| 1992-1993          | Oilers d'Edmonton         | LNH                | 30  | 1                | 10               | 11               | 8                |                  |    |                      |                      |                      |                      |                      |
| 1992-1993          | Oilers du Cap-Breton      | LAH                | 20  | 10               | 9                | 19               | 14               | 1                | 0  | 0                    | 0                    | 0                    |                      |                      |
| 1993-1994          | Oilers d'Edmonton         | LNH                | 40  | 4                | 15               | 19               | 14               |                  |    |                      |                      |                      |                      |                      |
| 1994-1995          | HC Vítkovice              | Extraliga          | 18  | 5                | 7                | 12               | 51               |                  |    |                      |                      |                      |                      |                      |
| 1994-1995          | Oilers du Cap-Breton      | LAH                | 30  | 10               | 11               | 21               | 30               |                  |    |                      |                      |                      |                      |                      |
| 1994-1995          | Thunder de Las Vegas      | LIH                | 1   | 0                | 0                | 0                | 0                |                  |    |                      |                      |                      |                      |                      |
| 1995-1996          | HC Vítkovice              | Extraliga          | 26  | 6                | 7                | 13               |                  | 4                | 1  | 1                    | 2                    |                      |                      |                      |
| 1996-1997          | Ässät Pori                | SM-Liiga           | 50  | 27               | 31               | 58               | 48               | 4                | 1  | 2                    | 3                    | 2                    |                      |                      |
| 1997-1998          | Lightning de Tampa Bay    | LNH                | 30  | 2                | 4                | 6                | 16               |                  |    |                      |                      |                      |                      |                      |
| 1997-1998          | Red Wings de l'Adirondack | LAH                | 2   | 1                | 2                | 3                | 0                |                  |    |                      |                      |                      |                      |                      |
| 1998-1999          | HC Vítkovice              | Extraliga          | 47  | 20               | 35               | 55               | 75               |                  |    |                      |                      |                      |                      |                      |
| 1999-2000          | Thrashers d'Atlanta       | LNH                | 3   | 0                | 0                | 0                | 0                |                  |    |                      |                      |                      |                      |                      |
| 1999-2000          | HC Sparta Prague          | Extraliga          | 29  | 12               | 19               | 31               | 14               | 8                | 2  | 3                    | 5                    | 10                   |                      |                      |
| 2000-2001          | HC Sparta Prague          | Extraliga          | 38  | 11               | 18               | 29               | 28               | 13               | 3  | 6                    | 9                    | 4                    |                      |                      |
| 2001-2002          | HPK Hämeenlinna           | SM-Liiga           | 45  | 19               | 39               | 58               | 38               | 8                | 4  | 7                    | 11                   | 6                    |                      |                      |
| 2002-2003          | Penguins de Pittsburgh    | LNH                | 5   | 0                | 1                | 1                | 0                |                  |    |                      |                      |                      |                      |                      |
| 2002-2003          | HC Vítkovice              | Extraliga          | 6   | 1                | 5                | 6                | 4                |                  |    |                      |                      |                      |                      |                      |
| 2002-2003          | Severstal Tcherepovets    | Superliga          | 16  | 7                | 14               | 21               | 12               | 12               | 2  | 4                    | 6                    | 8                    |                      |                      |
| 2003-2004          | HPK Hämeenlinna           | SM-Liiga           | 30  | 9                | 16               | 25               | 86               |                  |    |                      |                      |                      |                      |                      |
| 2003-2004          | Khimik Voskressensk       | Superliga          | 12  | 2                | 1                | 3                | 4                |                  |    |                      |                      |                      |                      |                      |
| 2004-2005          | HC Vítkovice              | Extraliga          | 26  | 14               | 5                | 19               | 16               | 10               | 4  | 4                    | 8                    | 12                   |                      |                      |
| 2005-2006          | ZSC Lions                 | LNA                | 4   | 0                | 2                | 2                | 4                |                  |    |                      |                      |                      |                      |                      |
| 2005-2006          | Forward Morges HC         | LNB                | 20  | 13               | 16               | 29               | 59               |                  |    |                      |                      |                      |                      |                      |
| 2005-2006          | HC Vítkovice              | Extraliga          | 3   | 0                | 2                | 2                | 2                | 4                | 1  | 0                    | 1                    | 0                    |                      |                      |
| 2006-2007          | HC Oceláři Třinec         | Extraliga          | 24  | 3                | 6                | 9                | 8                |                  |    |                      |                      |                      |                      |                      |
| Totaux en carrière | Totaux en carrière        | Totaux en carrière | 705 | 258              | 366              | 624              | 670              | 71               | 20 | 30                   | 50                   | 46                   |                      |                      |

## Carrière internationale
Malgré sa longue carrière en club, il ne représente l'équipe de République tchèque qu'une seule fois : lors du championnat du monde 1997 en Finlande. Au cours de cette édition, il aide son équipe à remporter la médaille de bronze mais reçoit également l'honneur d'être désigné au sein de l'équipe type du tournoi. Il finit également meilleur buteur et pointeur de l'édition avec 7 buts et 14 points en 8 matchs.